# Gonomyia sevierensis
Gonomyia sevierensis är en tvåvingeart som beskrevs av Alexander 1948. Gonomyia sevierensis ingår i släktet Gonomyia och familjen småharkrankar. Inga underarter finns listade i Catalogue of Life.